# 石油通信社
株式会社 石油通信社（せきゆつうしんしゃ）とは、日刊「石油通信」、別冊「石油通信」、石油通信社新書、石油・天然ガス開発資料（休刊中）、石油資料（休刊中）などを発刊している会社。

## 歴史
- 1955年3月3日 東京都中央区銀座、通商産業省所有の木挽館にて、北田正典ら数名の社員の手で日刊「石油通信」創刊号を発刊。
- 1960年代には、通商産業省鉱山局石油課指定広報紙に指定されている時期もあった。
- 1971年3月12日 東京都中央区銀座7-11-10から東京都港区新橋2-16-1（ニュー新橋ビル523号室）に移転。
- 2011年8月22日 「石油通信」55周年記念特別号を発刊。表紙イラストはObetomoに依頼。
- 2012年7月25日 日刊「石油通信」通巻1万5,000号を発刊。
- 2014年7月14日 石油通信新書を創刊。第一弾は「シェールガスの真実―革命か、線香花火か？―」を発刊。
- 2016年4月1日 石油通信電子版をスタート。
- 2019年7月1日 東京都中央区日本橋本町1-5-17に移転。

## 関連
- 日本専門新聞協会